# Walter Brehmer
Walter Brehmer (* 28. Juni 1894 in Nordhausen; † 19. September 1967 in Hamburg) war ein deutscher Offizier, zuletzt Generalmajor im Zweiten Weltkrieg.

## Leben
Brehmer trat 1913 als Fahnenjunker in das Preußische Heer ein. Nach dem Ersten Weltkrieg wurde er in die Reichswehr übernommen und hatte in der Folge als Offizier wechselnde Kommandierungen.
Bei Kriegsausbruch 1939 kommandierte er ein Kavallerieregiment der Wehrmacht. Nach seiner Beförderung zum Generalmajor 1943 wurde er als stellvertretender Kommandant zur 325. Sicherungsdivision nach Paris abkommandiert. Während dieser Zeit war Brehmer beauftragt, Aktionen gegen die Résistance im Südwesten Frankreichs durchzuführen (siehe Abschnitt Aktion Brehmer). Gegen Ende April 1944 wurden die ihm unterstellten Einheiten wieder nach Paris beordert. Teile der 325. Sicherungsdivision waren am 20. Juli 1944 daran beteiligt, in Paris Mitglieder der SS, des SD und der Gestapo zu verhaften. Brehmer gehörte nicht zum Widerstand gegen Hitler, wurde danach aber in die Führerreserve versetzt. Am 15. April 1945 wurde er zum letzten Kommandanten von Groß-Berlin ernannt und am 4. Mai 1945 von der Roten Armee gefangen genommen. Er war im Kriegsgefangenenlager 5110/48 Woikowo interniert und kehrte 1955 aus der Kriegsgefangenschaft zurück. Ab 1960 wurden Ermittlungen wegen Kriegsverbrechen der „Division Brehmer“ aufgenommen. Brehmer starb 1967 in Hamburg. Die Ermittlungen wurden 1977 eingestellt.

### Aktion Brehmer
Im Vorfeld der Landung der Alliierten in der Normandie erhöhten sich die Widerstandsaktivitäten in ganz Frankreich. Brehmer wurde mit der Führung eines im Frühjahr 1944 ad hoc zusammengestellten Verbandes in Divisionsstärke (Division Bremer) beauftragt, in den Regionen Dordogne und Corrèze die lokal stationierten Polizeikräfte bei der Jagd auf untergetauchte Juden, Widerstandskämpfer und Verweigerer des STO zu unterstützen. Im Zuge der Aktion wurde am 31. März 1944 das Dorf Rouffignac fast vollständig zerstört. Andernorts wurden Zivilisten ohne Gerichtsverfahren hingerichtet oder in Arbeitslager deportiert.